# Фитановая кислота
Фитановая кислота (3,7,11,15-тетраметил-гексадекановая кислота) — мультиметил-разветвленная жирная кислота, метаболит фитола, присутствующего в жировой ткани животных. Накапливается в больших количествах при синдроме Рефсума — редком заболевании, вызываемом дефицитом ферментной системы α-окисления, приводящему к катаболизму и накоплению этой кислоты в тканях организма. Встречается в морских водорослях и губках, является конечным продуктом распада хлорофилла. Продуктом α-окисления фитановой кислоты является простановая кислота (2,6,10,14-тетраметил пентадекановая кислота).